# Villa Coronel José María Zapiola
Villa Coronel José María Zapiola es una localidad del Gran Buenos Aires, Argentina. Pertenece al partido de San Martín.

## Geografía

### Población
Contaba con 21,770 habitantes (Indec, 2001), situándose como la 6ª localidad del partido.

## Sitios de Interés

### Museo Histórico "José Hernández-Chacra Pueyrredón"
Presbítero Carballo 5042, Villa Zapiola. Tel:(011)4847-5035
Horario: martes a viernes de 10 a 16. Sábados de 11 a 17.
- Propiedad de la histórica familia argentina Pueyrredón, en sus inmediaciones se libró la Batalla de Perdriel, durante la Primera Invasión Inglesa a Buenos Aires, en 1806. Además es el lugar de nacimiento del máximo exponente de la literatura gauchesca argentina, José Hernández (1834-1886), autor del Martín Fierro.

Ofrece visitas guiadas.

### Sociedad Alemana de Gimnasia Villa Ballester
- Importante club de básquetbol, cuna de los hermanos Simonet.

### Plazas públicas
- Plaza Soberanía Nacional, en calles 25 de mayo y Reconquista.
- Plaza de los Niños, barrio Martín Fierro.

### Sismicidad
La región responde a la «subfalla del río Paraná», y a la «subfalla del río de la Plata», con sismicidad baja; y su última expresión se produjo el 5 de junio de 1888 (137 años), a las 3.20 UTC-3, con una magnitud aproximadamente de 5,0 en la escala de Richter (terremoto del Río de la Plata de 1888).
La Defensa Civil municipal debe advertir sobre escuchar y obedecer acerca de
Área de
- Tormentas severas periódicas
- Baja sismicidad, con silencio sísmico de 137 años